# 節目編播控制室
節目編播控制室（英語：Transmission control room，簡稱TCR）或者是節目編播室、Tx室、節目播放室，是電視臺在向全世界各地廣播時所使用房間。該設施與主控室相比通常較小，可視為縮小版的Centralcasting。節目編播控制室都有值日導播員與相關職員24小時輪班工作，並且在視頻播放之伺服器設計出廣播自動化系統。
通常節目編播控制室基於內容於運作考量，並不會同時播放超過2個电视频道，如體育頻道的直播內容便往往會有專門的節目編播控制室負責。根據不同電視臺的頻道數目，一家電視臺可能同時擁有數個節目編播控制室。